# Орський музей Тараса Шевченка
О́рський музе́й Тара́са Шевче́нка — меморіальний музей у місті Орськ, присвячений українському поетові.
Відкрито 10 березня 1986 року в старій частині Орська, його історичній зоні, на місці колишньої Орської фортеці. Вулиця, де він розташований, з 1908 року носить ім'я великого українського поета. Будинок, у якому розмістився музей, колись належав відомому сімейству орських мешканців. Основу експозиції склав дар Київського державного музею Т. Шевченка: картини, документи, різні інші експонати. Фонди музею безперервно поповнюються подарунками гостей, переважно з України.
Перед відвідувачами розкривається все життя поета, але головна увага приділена орським місяцям його служби. Вони в панорамах, діарамах, картинах художників і дизайнерів Орська.